# 久貝正俊
久貝 正俊（くがい まさとし）は、安土桃山時代から江戸時代前期にかけての武将・旗本寄合。御徒頭
・目付・大坂町奉行を歴任。河内国・武蔵国に5700石を領する。主に現在の枚方市に領地を所有していた。

## 経歴
天正元年（1573年）、久貝正勝の子として誕生。
天正9年（1581年）、徳川家康に拝謁し、その仰せにより徳川秀忠の御付となり、その後小姓となる。慶長5年（1600年）には秀忠に付き従って上田城攻めに参戦するが、陣中で勘気を被ったため即座に関ヶ原に赴き、関ヶ原の戦い本戦で井伊直政の軍に加わり戦功を挙げる。その後、直政がその戦功のことを家康に言上したため罪を許される。
慶長10年（1605年）には徒頭となる。慶長14年（1609年）には中村一忠の死去による米子藩の改易に際し、目付として現地へ赴く。その際に一忠が所蔵していた器を大久保長安に渡しているが、慶長18年（1613年）の長安の死後に大久保長安事件と呼ばれる疑獄事件が発生し、器を渡した事に落ち度があったとして一時勘気を被った。慶長19年（1614年）から慶長20年（1615年）にかけての大坂冬・夏の陣には使番として参加した。
元和2年（1616年）1月11日に目付となる。元和5年（1619年）8月22日には、大坂東町奉行に任じられ、1500石を加増されて3000石を領し、寛永10年（1633年）に更に2000石を加増されて5000石となり、死去する慶安元年（1648年）まで奉行職を務めた。河内交野郡の倉治・津田・藤坂・杉・片鉾・田口の各村、讃良郡の村々、また武蔵にも知行地を持っていた。
寛永20年（1643年）、正俊は家臣・細谷善兵衛に戦国時代以降、戦乱によって荒廃していた長尾の八田広を再開発するよう命じる。このとき開墾された新村は福岡村（寛永21年（1644年）の検地帳によると村高52石）と名づけられ、貞享3年（1686年）村名を長尾村（元禄2年（1689年）に村高230石）と改める。のち元禄2年（1689年）長尾村内に久貝氏の拠点として長尾陣屋が置かれる。
正保5年（1648年）、死去。

## その他
- 正俊寺 - 慶安2年（1649年）正俊の追善供養のため、子息の正世が創建。以後、久貝氏の菩提寺となる。JR学研都市線長尾駅の裏手にある。